# ГЕС Ксакбаль-Дельта
ГЕС Ксакбаль-Дельта (ісп. Xacbal Delta) — гідроелектростанція на заході Гватемали. Знаходячись перед ГЕС Xacbal, становить верхній ступінь в каскаді на річці Xacbal, котра тече на північ та одразу після перетину кордону з Мексикою впадає праворуч до річки Лакантун, лівої твірної Усумасінти (має гирло на узбережжі Мексиканської затоки за дві сотні кілометрів на схід від Коацакоалькоса).
В межах проекту річку перекрили бетонною гравітаційною греблею висотою 44 метри та довжиною 70 метрів, яка утримує водосховище з об'ємом 1,133 млн м3, в т. ч. корисний об'єм 0,632 млн м3 (забезпечується коливанням поверхні між позначками 967 та 975 метрів НРМ).
Зі сховища через лівобережний гірський масив прямує дериваційний тунель довжиною 3,8 км з діаметром 4,8 метра, пов'язаний із запобіжним балансувальним резервуаром висотою 66 метрів з діаметром 9,2 метра. До машинного залу ресурс потрапляє через шахту висотою 54 метри з діаметром 3,7 метра та напірний водовід довжиною 0,3 км з таким саме діаметром як і шахта.
Основне обладнання станції становлять дві турбіни типу Френсіс потужністю по 29,7 МВт, які працюють при напорі у 125 метрів.
Відпрацьована вода потрапляє назад до Xacbal за пару сотень метрів до водозабірної споруди наступної станції.
Видача продукції відбувається по ЛЕП, розрахованій на роботу під напругою 230 кВ.